# Akdalaïte
L'akdalaïte est une espèce minérale d'hydroxyde d'oxyde d'aluminium, très rare, découverte au Kazakhstan, de formule Al10O14(OH)2. Elle se présente sous la forme d'agrégats lenticulaires blanc ou jaune-vert translucides et de cristaux hexagonaux tabulaires à équivalents jusqu'à 0,8 mm.
Dans les premières études – elle a été découverte en 1963, décrite en 1964 et assimilée à la tohdite, un hydroxyde d'aluminium synthétique – on lui attribuait alors la formule 5Al2O3·H2O. La publication de la description et la proposition de nom de l'équipe russe Shpanov, Sidorenko, et Stolyarova est validée par avance par l'IMA en 1971 (sous le nom d'akdalaïte avec le symbole Akd) pour respecter une résolution de l'association qui stipule qu'un matériau synthétique n'est pas un minéral. Sa composition chimique a été réévaluée en 2019 avec les techniques modernes. 
Elle fait partie du groupe de la nolanite avec cette dernière et la ferrihydrite, et constitue d'ailleurs un isomorphe et analogue de la ferrihydrite. Son nom provient d'Akdala, la localité type, un champ de forages où se trouve la mine Solnechnoye, dans la région d'Ulytau au Kazakhstan.

## Caractéristiques
L'akdalaïte possède une dureté élevée, 7 à 7,5 sur l'échelle de Mohs et une densité de 3,68 fois celle de l'eau. Sa couleur, translucide, blanche à l'observation se révèle jaune-vert pâle dans les échantillons coupés en lamelle.  

## Structure
Son système cristallin hexagonal et sa classe formant des unités pyramidales et dihexagonales, est caractérisée par la présence de plans d'oxygène avec une séquence spécifique ABACA, telle que décrite par Yamaguchi et al. en 1964.
Selon le modèle ab initio proposé par Demichelis et al. en 2008, la structure contient 8 atomes d'aluminium (Al) situés dans des cavités octaédriques et 2 atomes d'Al dans des cavités tétraédriques. Selon cette étude, trois groupes d'espace (P63mc, P31c et Cmc21) sont possibles. Les résultats montrent des énergies et des géométries essentiellement identiques, avec une différence d'énergie totale maximale de 0,2 kJ/mol par cellule.
Les atomes d'Al sont organisés en deux types d'octaèdres irréguliers qui partagent les arêtes d'AlO6, ainsi que des tétraèdres qui partagent les sommets d'AlO4.
La structure est composée de deux types de feuillets :
- Deux feuillets d'octaèdres de premier type (a)
- Deux feuillets d'octaèdres et de tétraèdres de deuxième type (b et c)

Il a été démontré, en 2019, qu'elle est l'analogue d'aluminium de la ferrihydrite.

## Gîtologie et gisements
L'environnement géologique du matériau type est constitué de petites veines recoupant la roche amésite-fluorine-muscovite et le skarn fluorine-magnétite-diopside-vésuvianite dans le gisement de fluorine de Solvechnoye. Elle y est associée à l'amésite, l'andradite, la diopside, la fluorine, la magnétite, la vésuvianite et la muscovite.
Elle s'est formée proche de la surface par l'altération aqueuse subaérienne par des fluides non sensibles à la redox (mode paragénétique 23 et 47).
Cinq gisements sont recensés dans le monde par la base de données minéralogique Mindat.org en 2025 : 2 au kazakhstan, 1 en Chine, 1 en Australie et 1 aux États-Unis dans l'Idaho.